# FK Rotor Volgograd
Pour le club omnisport, voir SC Rotor Volgograd.
Maillots
Actualités
Le Futbolny klub Rotor, plus communément appelé Rotor Volgograd (russe : «Ротор» Волгоград), est un club de football russe basé à Volgograd.
Fondé en 1929 à l'usine de fabrication de tracteurs de Stalingrad (aujourd'hui Volgograd), il dispute ses premières compétitions nationales en 1936, avec une participation en Coupe d'Union soviétique puis en quatrième division lors du championnat d'automne la même année. Remportant cette division l'année suivante, il profite d'une réorganisation du championnat soviétique pour intégrer directement la première division dès la saison 1938. Il parvient à s'y maintenir pendant douze ans, en comptant la parenthèse de la Seconde Guerre mondiale, terminant notamment quatrième en 1939 avant d'être finalement relégué à l'issue de la saison 1950. Végétant par la suite en deuxième et troisième divisions, il retrouve l'élite en 1989 avant d'être relégué dès l'année suivante.
Remportant le dernier championnat de deuxième division de l'ère soviétique, le Rotor est intégré directement dans la nouvelle première division lors de la réorganisation du football russe après la fin de l'Union soviétique. Il se démarque comme un des principaux clubs russes des années 1990, terminant trois fois sur le podium entre 1993 et 1997 et atteignant la finale de la Coupe de Russie en 1995. Il effectue également plusieurs parcours en coupe d'Europe, disputant notamment une finale perdue de Coupe Intertoto en 1996. Les performances de l'équipe déclinent à partir de 1999 et il est finalement relégué de la première division à l'issue de la 2004.
Les années suivantes sont chaotiques pour le club, qui perd provisoirement son statut professionnel en 2005 et tombe directement en troisième division où il rencontre régulièrement des difficultés financières. Il monte brièvement en deuxième division en 2010 puis entre 2012 et 2014 avant de redescendre puis de disparaître en 2015 à cause de ses ennuis financiers. Refondé la même année au quatrième échelon, il enchaîne deux promotions d'affilée pour retrouver la deuxième division en 2017. Trois ans plus tard, il remporte le championnat et fait son retour son retour dans l'élite lors de l'exercice 2020-2021. Il échoue cependant à s'y maintenir et connaît par la suite une nouvelle chute sportive en enchaînant deux relégations de suite jusqu'à retomber en troisième division pour l'exercice 2022-2023.
Le club évolue originellement au stade Traktor, construit en 1931 et pouvant accueillir jusqu'à 15 000 personnes, avant d'emménager au stade central de Volgograd dans les années 1960. Ce dernier est démoli en 2014 afin de construire la Volgograd Arena, d'une capacité de 45 000 places, où le club évolue depuis 2018.

## Histoire

### Les origines du club
Jusqu'à la fin des années 1990, la date de fondation supposée du club était l'année 1933. L'année 1929 est par la suite retenue, correspondant à la fondation du Traktorostroïtel, qui a pendant longtemps représenté la ville dans les divisions soviétiques, principalement sous les noms Traktor et Torpedo. Cette équipe cesse cependant ses activités en 1969 tandis que la représentation de la ville dans les divisions professionnelles revient dans un premier temps au Stal, apparu en 1959 et qui évolue au troisième échelon entre 1970 et 1972. À partir de 1973, c'est le Barrikady qui devient l'équipe fanion de la ville. Cette dernière, dont l'existence est mentionnée dès 1923, devient par la suite le Rotor qui évolue notamment en première division russe durant les années 1990 et 2000. Après la faillite de l'équipe première en 2005, le club poursuit ses activités sous l'identité de son équipe réserve. En 2009, le club n'a plus les moyens de jouer au niveau professionnel et se retire en milieu d'année. Le nom Rotor fait cependant son retour dès l'année suivante lorsque l'autre équipe professionnelle de la ville, le FK Volgograd, se voit attribuer ce nom par le gouvernement régional. Ce dernier finit également par faire faillite en 2015. L'actuel Rotor Volgograd tire ses origines de l'équipe de l'école réserve olympique de Volgograd, qui reprend officiellement le nom Rotor durant le mois de mai 2016,.

### Période soviétique (1929-1991)

#### Premières années et passage dans l'élite (1929-1950)
Le club est fondé en 1929 à l'usine de tracteurs de Stalingrad (aujourd'hui Volgograd) et s'appelle alors Traktorostroïtel. À ses débuts, le club prend principalement part au championnat municipal de Stalingrad avant de prendre part à sa première compétition fédérale en 1936 sous le nom Dzerjinets-STZ, en participant à la première édition de la Coupe d'Union soviétique. L'équipe dispute ainsi son premier match officiel à l'occasion du premier tour de la compétition le 22 juillet 1936 face au Dongosabfabrika Rostov au stade STZ, rencontre qu'elle remporte largement sur le score de 4-0. Le Dzerjinets effectue par ailleurs un parcours notable, passant trois tours avant d'être finalement éliminé au stade des huitièmes de finale par le Dinamo Tbilissi, futur finaliste. Il fait ses débuts dans le championnat soviétique à l'automne de la même année en intégrant la quatrième division, où il termine cinquième sur six. Renommé Traktor pour la saison suivante, celle-ci est plus fructueuse pour l'équipe qui termine première de la division et profite ensuite d'une réorganisation des compétitions soviétiques pour intégrer directement la première division, qui passe de neuf à vingt-six équipes, dès la saison 1938. Terminant douzième pour sa première saison dans l'élite, à cinq points de la relégation, le club connaît sa meilleure saison sous l'ère soviétique dès l'année suivante en terminant quatrième du championnat, à deux points du podium et sept derrière le champion le Spartak Moscou. Il se fait alors connaître sur le plan national pour son football porté sur l'offensive, avec notamment le trio d'attaque Oleksandr Ponomarov, Sergueï Protsenko et Vassili Provornov qui inscrit 33 buts cette année-là. Il termine ensuite septième en 1940 à la veille de la Seconde Guerre mondiale, qui affecte la ville de manière considérable et voit également un arrêt du championnat national entre 1941 et 1944.
Après la fin de la guerre en 1945, l'équipe se démarque à nouveau d'entrée en atteignant la demi-finale de la coupe nationale, étant finalement défait à ce stade par le Dynamo Moscou. Elle continue dans le même temps d'évoluer au première échelon où elle devient un habituée du milieu de classement en se classant perpétuellement entre la septième et la huitième place en 1945 et 1948, prenant par ailleurs le nom Torpedo à partir de cette dernière année. Ses performances commencent à chuter de manière notable à partir de 1949 avec une treizième place au classement avant de terminer dix-huitième et avant-dernier l'année suivante, amenant à la relégation de l'équipe après neuf saisons dans l'élite.

#### Stagnation dans les divisions inférieures et bref retour au premier échelon (1951-1991)
Après cette descente, le club connaît des difficultés à lutter pour la promotion et passe la majeure partie des années 1950 dans le milieu de tableau de la deuxième division, reprenant son ancien nom Traktor en 1958. Les années 1961 et 1962 voient un regain relatif de forme pour l'équipe qui termine successivement troisième et deuxième, ce qui ne suffit pas à être promu mais lui permet par ailleurs d'être maintenu dans le championnat unifié pour la saison 1963. Il n'arrive cependant pas à continuer sur sa lancée et enchaîne les places de bas de classement jusqu'à la dissolution de l'équipe à l'issue de l'année 1969. Le Traktor poursuit par la suite ses activités au niveau amateur,.
La représentation de la ville revient par la suite à une autre équipe locale, le Stal qui intègre en 1970 la troisième échelon. Le club évolue à ce niveau pendant deux saisons avant de perdre sa place en 1972 face à l'équipe amateur du Barrikady qui devient le nouveau représentant de Volgograd dans les divisions professionnelles. Ce dernier prend à partir de 1975 le nom Rotor,,. Sur le plan sportif, l'équipe continue de stagner, enchaînant jusqu'en 1976 les places dans le bas et le milieu de classement. Elle retrouve par la suite une dynamique positive et remonte progressivement au classement avant de terminer première de son groupe en 1980. Elle échoue à la promotion à l'issue de la phase finale contre le Spartak Kostroma et le Lokomotiv Samtredia. Après avoir fini à nouveau premier l'année suivante, le Rotor remporte cette fois la phase finale au détriment du Dinamo Barnaoul et du Tekstilchtchik Ivanovo et remonte au deuxième échelon pour la saison 1982.
Après s'être placé quatorzième à l'issue de cette dernière année, le Rotor termine en quatrième position en 1983, à sept points du SKA Rostov et d'une éventuelle montée dans l'élite. Les performances de l'équipe rechutent l'année suivante avec une quinzième place avant de s'améliorer relativement par la suite avec deux places de huitième en 1985 et 1986. Échappant de peu à la relégation en 1987 en finissant dix-septième à deux points de la descente, le club se reprend dès l'année suivante et parvient cette fois à accrocher la deuxième place du classement derrière le Pamir Douchanbé et avec un point d'avance sur le CSKA Moscou, permettant à Volgograd de retrouver la première division après trente-neuf ans d'absence lors de la saison 1989. Finissant dixième pour son retour, il connaît cependant un exercice 1990 décevant qui le voit finir dernier du championnat et redescendre à l'échelon inférieur. Il termine par la suite champion en fin d'année 1991 pour ce qui s'avère être la dernière édition du championnat soviétique de deuxième division.

### Période russe (depuis 1992)

#### Âge d'or et relégation (1992-2004)

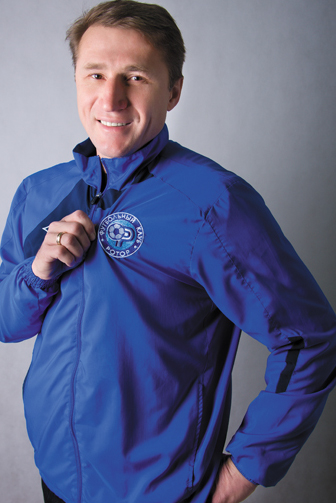
Oleg Veretennikov est une des principales figures du grand Rotor des années 1990 et le meilleur buteur de l'histoire du club.

Après la dissolution de l'Union soviétique et l'organisation du football russe, les performances du Rotor l'année précédente lui permettent d'être intégré directement à la première division à partir de 1992. Il se démarque par la suite comme une des têtes de proue du football russe des années 1990, avec notamment trois podium entre 1993 et 1997 s'accompagnant d'une forte concurrence avec le Spartak Moscou, club dominant de cette période. Celle-ci atteint son paroxysme lors de l'exercice 1997 durant laquelle les deux équipes sont au coude-à-coude jusqu'à la dernière journée qui les voit s'opposer dans le cadre d'une finale officieuse pour le titre. Cette confrontation est finalement remportée par les Moscovites qui s'adjugent alors leur cinquième titre.
Principalement dirigée par Viktor Prokopenko durant cette période, l'équipe se distingue par une attaque très prolifique notamment emmenée par Oleg Veretennikov, qui termine meilleur buteur du championnat russe à trois reprises durant cette période, ou encore Vladimir Niederhaus et Valeri Iesipov. Il atteint également la finale de la Coupe de Russie en 1995, cependant perdue aux tirs au but contre le Dynamo Moscou. Ses résultats lui permettent ainsi de prendre part aux compétitions européens entre 1994 et 1999, principalement la Coupe UEFA, avec notamment une victoire contre Manchester United lors de l'édition 1995-1996. Il atteint par ailleurs la finale de la Coupe Intertoto en 1996, perdue contre l'EA Guingamp. Par la suite, les performances du club déclinent drastiquement avec les départs progressifs des cadres de l'équipe, notamment l'entraîneur Prokopenko et l'attaquant Veretennikov, et le début des années 2000 le voit principalement lutter pour se maintenir en première division. Il est finalement relégué à l'issue de la saison 2004, terminant dernier à six points du maintien.

#### Période de difficultés financières et sportives (2005-2018)
Peu après sa relégation, le club rencontre de nombreuses difficultés financières qui débouchent sur la perte de son statut professionnel et la disparition de l'équipe première. Dans les faits, il prend ainsi l'identité de son équipe réserve, le Rotor-2, qui évolue en troisième division pour la saison 2005. Notamment aidé par le retour de Veretennikov, l'équipe enchaîne les performances honorables dans le groupe Sud du troisième échelon, terminant troisième pour sa première saison, mais sans parvenir à atteindre les places de promotion. En difficulté sportivement, financièrement et même juridiquement à partir de 2008, le Rotor se retire de la troisième division au milieu de la saison 2009 et cesse temporairement toutes ses activités. Malgré cette situation, le club découvre la deuxième division russe pour la première fois dès la saison suivante. En effet le FK Volgograd, promu de troisième division à l'issue de la saison précédente, décide de prendre l'identité du Rotor à l'occasion de sa promotion, amenant à une fusion de fait des deux entités confirmée par la PFL et le gouverneur de l'oblast de Volgograd,.
L'équipe ne fait cependant pas long feu et est reléguée d'entrée après avoir finie dix-septième à neuf points du maintien. Elle rebondit dès la saison 2011-2012 en terminant largement première du groupe Sud de troisième division et fait son retour au deuxième échelon. Finissant neuvième à sa première saison, le club fait face une nouvelle fois à des problèmes financiers durant la saison 2013-2014 du fait du refus du gouvernement de l'oblast de Volgograd de le parrainer, ce qui débouche sur son retrait du championnat malgré un maintien sportif,. Placé une nouvelle fois en troisième division, il ne parvient pas à terminer la saison et se retire après la première phase,. L'entité juridique du club disparaît dans la foulée tandis que le nom Rotor est récupéré par le collège de la réserve olympique de Volgograd, qui inscrit une équipe sous ce nom en quatrième division pour la saison 2015,. Celle-ci termine largement première du groupe Tchernozem et obtient dans la foulée une licence professionnelle, permettant au Rotor de faire son retour au troisième échelon pour la saison 2016-2017. Il termine premier de son groupe à l'issue du championnat et accède à la deuxième division dès la saison suivante. Celle-ci est cependant moins positive sur le plan sportif, avec une dix-septième place synonyme de relégation, il est cependant repêché en fin de saison à la suite de la non-promotion de l'Ararat Moscou.

#### Remontée dans l'élite (depuis 2018)
Alors que le Rotor entame l'exercice 2018-2019 avec la perspective de se placer comme prétendant à la montée, comptant notamment sur l'influence de la nouvelle Volgograd Arena qu'il occupe depuis la fin de saison dernière ainsi que l'arrivée de Robert Ievdokimov, il connaît finalement un début de saison très décevant qui le voit se placer dans la course au maintien en bas de classement. Ievdokimov est finalement renvoyé dès la mi-novembre 2018 et remplacé par Igor Menchtchikov, entraîneur du Rotor-2, à partir du mois de janvier 2019. Sous ses ordres, le club connaît une reprise très positive avec une série de sept matchs sans défaites qui lui permet même de rêver une nouvelle fois d'un éventuel barrage de montée. Les résultats plus décevants de la fin de saison mettent cependant vite un terme à cette ambition et le Rotor se place finalement onzième en milieu de tableau. Il démarre ensuite la saison 2019-2020 de manière bien plus probante, étant notamment champion d'automne à la trêve hivernale. Menchtchikov annonce cependant son départ au mois de décembre 2019, étant alors remplacé par le Biélorusse Aliaksandr Khatskevich. Quelques jours après la reprise de la compétition, le championnat est suspendu durant le mois de mars 2020 en raison de la pandémie de Covid-19 en Russie avant d'être abandonné définitivement au mois de mai. Les classements au moment de l'arrêt sont par la suite maintenus et le Rotor est de ce fait déclaré champion et accède à la première division pour la première fois depuis 2004,, obtenant la licence adéquate le mois suivant.
Le retour du club dans l'élite s'avère délicat, celui-ci n'enregistrant son premier succès en championnat qu'à l'issue de la douzième journée. Il connaît malgré tout un léger regain de forme avant et après la trêve hivernale avec trois succès d'affilée entre décembre et février contre les autres équipes relégables. Cette bonne phase est cependant ternie par des résultats plus décevants au cours du mois de mars qui amènent au remplacement d'Aliaksandr Khatskevich par Iouri Baturenko alors que le Rotor se classe treizième et barragiste,. Malgré ce changement, le Rotor termine la saison en avant-dernière position, à un point du maintien.
Entamant son retour en deuxième division sous la houlette de Dmitri Khokhlov, le club s'avère vite incapable de tenir son rang de prétendant pressenti à la montée,, enchaînant notamment de nombreux matchs nuls en début de saison avant qu'une série de douze matchs sans victoire ne le fasse tomber dans la zone de relégation juste avant la trêve hivernale, tandis que Khokhlov est renvoyé dès la mi-novembre 2021. Malgré sa reprise en main par Artiom Koulikov en provenance du Veles Moscou, les performances du Rotor ne s'améliorent aucunement lors de la deuxième partie de saison, ne remportant que deux rencontres pour neuf défaites avant d'entériner définitivement sa descente au troisième échelon à trois journées de la fin, terminant l'exercice en dix-huitième position.

## Bilan sportif

### Palmarès
| Période russe | Compétitions internationales                                                         | Période soviétique |
| --- | ------------------------------------------------------------------------------------ | --- |
| - Championnat de Russie - Vice-champion : 1993 et 1997. - Coupe de Russie - Finaliste : 1995. - Championnat de Russie de D2 (1) - Champion : 2020. - Championnat de Russie de D3 - Vainqueur de groupe : 2012 et 2017. - Championnat de Russie amateur - Vainqueur de groupe : 2015. | - Ligue Europa - Deuxième tour : 1995 et 1997. - Coupe Intertoto - Finaliste : 1996. | - Championnat d'Union soviétique - Quatrième : 1939. - Coupe d'Union soviétique - Demi-finales : 1945. - Championnat d'Union soviétique de D2 (1) - Champion : 1991. - Championnat d'Union soviétique de D3 - Vainqueur de la phase finale : 1981. - Vainqueur de groupe : 1980 et 1981. - Championnat d'Union soviétique de D4 (1) - Champion : 1937. |

### Classements en championnat
La frise ci-dessous résume les classements successifs du club en championnat d'Union soviétique.
La frise ci-dessous résume les classements successifs du club en championnat de Russie.

### Bilan européen
Le Rotor dispute sa première compétition européenne en 1994 en prenant part à la Coupe UEFA en tant que deuxième du championnat russe en 1993. Démarrant au premier tour, il y rencontre l'équipe française du FC Nantes, contre qui il l'emporte dans un premier temps sur le score de 3-2 à domicile avant d'être finalement vaincu 3-0 lors du match retour en France,. Qualifié pour l'édition suivante après avoir fini quatrième du championnat, le club se trouve confronté d'entrée aux Anglais de Manchester United. Après un match nul et vierge à domicile, les Volgogradois créent rapidement la surprise lors du match retour à Old Trafford en inscrivant deux buts en moins de vingt-cinq minutes par l'intermédiaire de Vladimir Niederhaus puis d'Oleg Veretennikov pour mener 2-0 à la mi-temps. Les Mancuniens passent à l'offensive, touchant les montants à plusieurs reprises, et parviennent à revenir à deux buts partout grâce à des buts de Paul Scholes et du gardien Peter Schmeichel en seconde période. Cela ne suffit cependant pas et le Rotor l'emporte finalement aux buts à l'extérieur et se qualifie pour le deuxième tour. Cette performance est considérée comme l'un des plus grands exploits du club. Ils sont cependant éliminés dès le tour suivant par les Girondins de Bordeaux sur le score de 3-1.
L'année 1996 voit le club participer à la Coupe Intertoto pour la seule et unique fois de son histoire. Tiré dans le groupe 7 avec l'équipe suisse du FC Bâle, turque de l'Antalyaspor, ukrainienne du Chakhtar Donetsk et biélorusse de l'Ataka-Aura Minsk, les Russes terminent premier du groupe en remportant trois de leurs quatre matchs, n'enregistrant leur seul défaite que contre l'Antalyaspor. Opposés aux Autrichiens du Linzer ASK, les Volgogradois parviennent dans un premier temps à obtenir le match nul 2-2 en Autriche avant de l'emporter largement chez eux sur le score de 5-0. L'aventure du Rotor s'achève cependant une nouvelle fois face à un club français, cette fois l'En Avant de Guingamp, qui parvient à renverser une défaite 2-1 à Volgograd en gagnant 1-0 chez eux, lui permettant l'emporter aux buts à l'extérieur.
Retrouvant la Coupe UEFA en 1997, le club russe fait son entrée lors du deuxième tour préliminaire, qui le voit affronter les Polonais de l'Odra Wodzisław Śląski. Après une victoire 2-0 à domicile, les Volgogradois assurent leur qualification en Pologne en l'emportant sur le score prolifique de 4-3. Le scénario est similaire lors du premier tour face à l'équipe suédoise de l'Örebro SK, où une victoire 2-0 en Russie est suivie d'une autre victoire 4-1 à l'extérieur. Leur parcours s'achève au tour suivant face à la Lazio de Rome, qui parvient à obtenir un match nul et vierge à Volgograd avant de l'emporter largement 3-0 à Rome. Qualifié une nouvelle fois pour la compétition en 1998, le parcours du Rotor est cette fois bien plus bref, étant éliminé d'entrée par les Yougoslaves de l'Étoile rouge de Belgrade sur le score de 4-2 lors du deuxième tour préliminaire.
Note : dans les résultats ci-dessous, le score du club est toujours donné en premier.
| Saison    | Compétition     | Tour              | Club                     | Domicile | Extérieur | Total   |
| --------- | --------------- | ----------------- | ------------------------ | -------- | --------- | ------- |
| 1994-1995 | Coupe UEFA      | Premier tour      | FC Nantes                | 3 - 2    | 0 - 3     | 3 - 5   |
| 1995-1996 | Coupe UEFA      | Premier tour      | Manchester United        | 0 - 0    | 2 - 2     | 2 - 2 E |
| 1995-1996 | Coupe UEFA      | Deuxième tour     | Girondins de Bordeaux    | 1 - 2    | 0 - 1     | 1 - 3   |
| 1996      | Coupe Intertoto | Groupe 7          | Ataka-Aura Minsk         | N/A      | 4 - 0     | Premier |
| 1996      | Coupe Intertoto | Groupe 7          | Chakhtar Donetsk         | 4 - 1    | N/A       | Premier |
| 1996      | Coupe Intertoto | Groupe 7          | Antalyaspor              | N/A      | 1 - 2     | Premier |
| 1996      | Coupe Intertoto | Groupe 7          | FC Bâle                  | 3 - 2    | N/A       | Premier |
| 1996      | Coupe Intertoto | Demi-finales      | Linzer ASK               | 5 - 0    | 2 - 2     | 7 - 2   |
| 1996      | Coupe Intertoto | Finale            | EA Guingamp              | 2 - 1    | 0 - 1     | 2 - 2 E |
| 1997-1998 | Coupe UEFA      | Tour préliminaire | Odra Wodzislaw           | 2 - 0    | 4 - 3     | 6 - 3   |
| 1997-1998 | Coupe UEFA      | Premier tour      | Örebro SK                | 2 - 0    | 4 - 1     | 6 - 1   |
| 1997-1998 | Coupe UEFA      | Deuxième tour     | Lazio Rome               | 0 - 0    | 0 - 3     | 0 - 3   |
| 1998-1999 | Coupe UEFA      | Tour préliminaire | Étoile rouge de Belgrade | 1 - 2    | 1 - 2     | 2 - 4   |

Légende
- Victoire ou qualification pour le tour suivant
- Match nul
- Défaite ou élimination de la compétition

## Personnalités

### Entraîneurs
La liste suivante présente les différents entraîneurs du club depuis 1936,,, :
- A. Sitnikov (1936-1937)
- Iouri Khodotov (1938-juillet 1940)
- Mikhaïl Kirillov (juillet 1940-novembre 1940)
- Aleksandr Keller (novembre 1940-juin 1941)
- Alekseï Chapochnikov (janvier 1945-juin 1945)
- Sergueï Kolesnikov (juin 1945-1946)
- Iouri Khodotov (1947-juillet 1948)
- Alekseï Kireïev (août 1948-décembre 1948)
- Alekseï Kostylev (1949-1950)
- Sergueï Plonski (1951-1954)
- Vassili Iermassov (1955-1956)
- Nikolaï Glebov (1956-1957)
- Sergueï Plonski (1958-1959)
- Lev Masterovoï (janvier 1960-juillet 1960)
- Grigori Douganov (août 1960-décembre 1960)
- Aleksandr Abramov (1961-1962)
- Viktor Novikov (janvier 1963-mai 1963)
- Gueorgui Mazanov (1964)
- Ivan Konov (1965-1966)
- Sergueï Plonski (1967-septembre 1969)
- Vladimir Boutski (septembre 1969-décembre 1969)
- Konstantin Riazantsev (1970)
- Vladimir Boutski (1971)
- Aleksandr Abramov (1972-1973)
- Vassili Dergatch (janvier 1974-août 1978)
- Iouri Beloussov (août 1974-1978)
- Viktor Odintsov (janvier 1979-mai 1979)
- Guennadi Cherychev (mai 1979-juin 1982)
- Viktor Korolkov (juillet 1982-1983)
- Valentin Grokhovski (janvier 1984-juillet 1984)
- Iouri Beloussov (juillet 1984-1984)
- Anatoli Isayev (1985-mai 1987)
- Viktor Prokopenko (1987-1988)
- Piotr Choubine (janvier 1989-avril 1989)
- Vladimir Sevidov (avril 1989-juin 1990)
- Leonid Koltoun (1991)
- Viktor Papaïev (janvier 1992-juin 1992)
- Vladimir Faïzouline (juin 1992-décembre 1992)
- Vladimir Salkov (1993-juin 1994)
- Viktor Prokopenko (juin 1994-novembre 1999)
- Gueorgui Iartsev (décembre 1999-juin 2000)
- Ievgueni Koutcherevski (juin 2000-décembre 2000)
- Pavel Goussev (décembre 2000-novembre 2001)
- Vladimir Salkov (novembre 2001-janvier 2003)
- Vladimir Faïzouline (janvier 2003-avril 2004)
- Valeri Iaremtchenko (avril 2004-mai 2004)
- Iouri Marichkine (juin 2004-juillet 2004)
- Vladimir Faïzouline (juillet 2004-janvier 2005)
- Aleksandr Nikitine (février 2005-juillet 2005)
- Valeri Nenenko (juillet 2005-décembre 2005)
- Valeri Bourlatchenko (décembre 2005-avril 2007)
- Aleksandr Korechkov (avril 2007-mai 2007)
- Leonid Koltoun (mai 2007-juin 2007)
- Oleg Stogov (juillet 2007-mai 2008)
- Igor Menchtchikov (mai 2008-juillet 2009)
- Lev Ivanov (août 2009-septembre 2009)
- Valeri Bourlatchenko (septembre 2009-février 2010)
- Vladimir Faïzouline (février 2010-juin 2010)
- Vitali Chevtchenko (mai 2010-décembre 2010)
- Valeri Bourlatchenko (décembre 2010-juillet 2013)
- Igor Lediakhov (juillet 2013-octobre 2013)
- Fiodor Chtcherbatchenko (octobre 2013-mai 2014)
- Oleg Veretennikov (juin 2014-avril 2015)
- Evald Frolov (avril 2015-janvier 2016)
- Lev Ivanov (janvier 2016-mai 2017)
- Evald Frolov (mai 2017-juin 2017)
- Valeri Iesipov (juin 2017-octobre 2017)
- Sergueï Pavlov (octobre 2017-mai 2018)
- Robert Ievdokimov (mai 2018-novembre 2018)
- Igor Menchtchikov (janvier 2019-décembre 2019)
- Aliaksandr Khatskevich (décembre 2019-mars 2021)
- Iouri Baturenko (mars 2021-mai 2021)
- Dmitri Khokhlov (mai 2021-novembre 2021)
- Artiom Kulikov (décembre 2021-juin 2022)
- Alekseï Soutkalov (en) (depuis juin 2022[49])

### Effectif actuel
Effectif au 28 août 2021.
| N° | Nat.                  | Poste | Nom du joueur                          |
| -- | --------------------- | ----- | -------------------------------------- |
| 1  | Drapeau de la Russie  | G     | Dmitri Ternovski                       |
| 2  | Drapeau de la Russie  | D     | Islamitdine Abdoullaïev                |
| 3  | Drapeau de la Russie  | D     | Ilia Martynov (prêt du FK Krasnodar)   |
| 4  | Drapeau de la Géorgie | D     | Ilia Beriashvili                       |
| 5  | Drapeau de la Russie  | D     | Sergueï Slepov (prêt du Dynamo Moscou) |
| 7  | Drapeau de la Russie  | A     | Nikolaï Kipiani                        |
| 8  | Drapeau de la Russie  | M     | Gueorgui Makhatadze                    |
| 9  | Drapeau de la Russie  | M     | Andrea Tchoukanov (en)                 |
| 10 | Drapeau de la Russie  | A     | Roman Minaïev                          |
| 11 | Drapeau de la Russie  | A     | Sergueï Chertchenkov                   |
| 13 | Drapeau de la Russie  | M     | Sergueï Makarov                        |
| 14 | Drapeau de la Russie  | D     | Fiodor Pervouchine                     |
| 17 | Drapeau de la Géorgie | A     | Beka Kavtaradze                        |

| No. | Nat.                  | Position | Nom du joueur                                      |
| --- | --------------------- | -------- | -------------------------------------------------- |
| 18  | Drapeau de la Russie  | A        | Oleg Nikolaïev                                     |
| 20  | Drapeau de la Russie  | M        | Igor Chkolik (prêt du Dynamo Moscou)               |
| 22  | Drapeau de la Russie  | A        | Aslan Doudiev                                      |
| 27  | Drapeau de la Russie  | A        | Iouri Bavine (en) (prêt de l'Oural Iekaterinbourg) |
| 28  | Drapeau de la Russie  | D        | Azat Baïryev                                       |
| 61  | Drapeau de la Russie  | D        | Ilia Golosov (prêt du Spartak Moscou)              |
| 72  | Drapeau de la Russie  | A        | Kamil Moulline                                     |
| 77  | Drapeau de la Russie  | A        | Aleksandr Tachaïev                                 |
| 83  | Drapeau de la Russie  | M        | Dmitri Verchkov                                    |
| 90  | Drapeau de la Russie  | M        | Nikita Maliarov (en)                               |
| 96  | Drapeau de la Russie  | G        | Igor Oboukhov                                      |
| 99  | Drapeau du Kazakhstan | A        | Alekseï Chtchiotkine (en)                          |

### Joueurs emblématiques

#### Distinctions individuelles

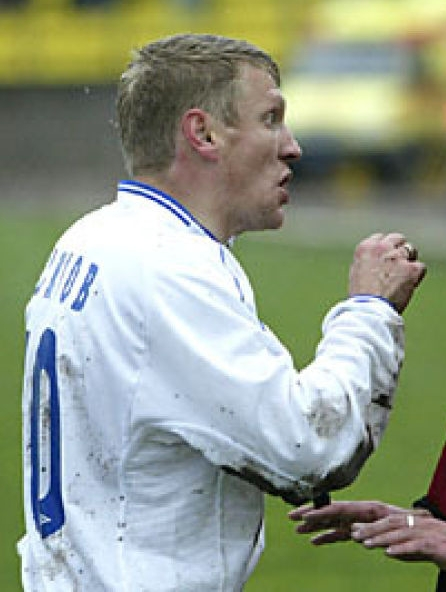
Présent de 1992 à 2004, Valeri Iesipov cumule plus de 400 matchs sous les couleurs du Rotor.

La liste suivante présente les joueurs ayant obtenu des distinctions individuelles notables au cours de leur passage au club.
| Nom                         | Période au club     | Performances |
| --------------------------- | ------------------- | --- |
| Oleg Stogov (en)            | 1988-1994           | Liste des 33 meilleurs joueurs du championnat russe (ru) en 1993.                                                                                                  |
| Volodymyr Herashchenko (en) | 1991-1998           | Liste des 33 meilleurs joueurs du championnat russe en 1993 et 1994.                                                                                               |
| Aleksandr Chmarko           | 1991-1999           | Liste des 33 meilleurs joueurs du championnat russe en 1993, 1997 et 1998.                                                                                         |
| Vladimir Niederhaus         | 1992-1997 1999      | Liste des 33 meilleurs joueurs du championnat russe à cinq reprises entre 1992 et 1997.                                                                            |
| Oleg Veretennikov           | 1992-1999 2005-2007 | Meilleur buteur de l'histoire du club (210 buts). Meilleur buteur du championnat russe en 1995, 1997 et 1999. Équipe-type du championnat russe entre 1995 et 1998. |
| Valeri Iesipov              | 1992-2004           | Liste des 33 meilleurs joueurs du championnat russe à sept reprises entre 1993 et 2003.                                                                            |
| Aleksandr Berketov (en)     | 1993-2001           | Liste des 33 meilleurs joueurs du championnat russe en 1996 et 1997.                                                                                               |
| Andreï Samoroukov (en)      | 1994-1997           | Gardien de but russe de l'année en 1996. |
| Vitali Abramov (en)         | 1996-1999 2006      | Liste des 33 meilleurs joueurs du championnat russe en 1997. |
| Albert Borzenkov            | 1996-2000 2001-2002 | Liste des 33 meilleurs joueurs du championnat russe en 1996. |
| Aleksandr Zernov            | 1995-2002           | Liste des 33 meilleurs joueurs du championnat russe en 1997. |
| Platon Zakhartchouk (en)    | 1997-1999           | Liste des 33 meilleurs joueurs du championnat russe en 1997. |
| Ievgueni Aldonine           | 1997-2003           | Liste des 33 meilleurs joueurs du championnat russe en 2002 et 2003.                                                                                               |

#### Joueurs internationaux
Les joueurs internationaux suivants ont joué pour le club. Ceux ayant évolué en équipe nationale lors de leur passage au Rotor sont marqués en gras.
- Dmitri Komarovski (en) (2013)
- Andreï Kovalenko (1993)
- Dmitri Rovneïko (en) (2004)
- Valeri Kleïmionov (en) (1987-1991)
- Igor Lediakhov (1991-1992)
- Sergei Pareiko (2001-2004)
- Vitali Abramov (en) (1996-1999, 2006)
- Iouri Aksenov (en) (1992-1994)
- Andreï Mirochnichenko (en) (1993)
- Vladimir Niederhaus (1992-1997)
- Sergueï Jounenko (en) (1992, 1994-1997)
- Essau Kanyenda (2010)
- Alexandr Covalenco (en) (2007)
- Vladimir Radkevich (en) (2002-2004)
- Ievgueni Aldonine (1997-2003)
- Alekseï Bakharev (en) (1998)
- Albert Borzenkov (1996-2000, 2001-2002)
- Maksim Bouznikine (2004)
- Andreï Chichkine (en) (1996-2004, 2010)
- Aleksandr Chmarko (1991-1999)
- Alekseï Gerasimenko (en) (1993)
- Valeri Iesipov (1992-2004)
- Ievgueni Makeïev (2019)
- Nikolaï Olenikov (1997-2004, 2010-2013, 2016-2018)
- Roman Pavlioutchenko (2000-2002)
- Oleg Veretennikov (1992-1999, 2005-2007)
- Denis Zoubko (1997-2004, 2011-2012)
- Andreï Manannikov (1993)
- Yuriy Hudymenko (1991)
- Yuri Kalitvintsev (en) (1985-1986)
- Hennadiy Orbu (en) (1996-1997)
- Ihor Zhabchenko (en) (1996)
- Oleksandr Ponomarov (1936-1940)
- Oleg Sergueïev (1985-1988)
- Anatoli Zinchenko (en) (1967-1968)

## Identité visuelle
Les couleurs traditionnelles du club sont le bleu et le bleu ciel. Les joueurs jouent généralement avec ces deux couleurs à domicile, et en blanc à l'extérieur. Le mot Rotor (en russe : Ротор) est également arboré sur la face du maillot.
Le Rotor ne possède pas de logo officiel jusqu'à la fin des années 1980, arborant généralement une effigie de la statue de la Mère-Patrie sur ses maillots. Le premier logo du club est adopté en 1990. Il se compose d'un bouclier divisé horizontalement en deux dans sa partie supérieure, la partie gauche arborant le drapeau de la Russie tandis que la partie droite montre la lettre cyrillique Р (équivalent du R en alphabet latin) avec un ballon de football. En dessous se trouve l'inscription «FK Rotor» (en russe : ФК Ротор). Enfin la partie inférieure alterne des bandes de couleurs bleu et bleu ciel.
Le logo est légèrement modifié en 2010, le drapeau de la Russie étant remplacé par une partie du drapeau de l'oblast de Volgograd. Le Rotor voit sa direction changer en 2013 et perd les droits sur son logo précédent, un nouveau logo est donc adopté au mois de juillet. Celui-ci conserve notamment la combination du ballon de football et de la lettre Р, tandis qu'il adopte à présent une forme arrondie. À partir de 2016, le club tente de récupérer les droits de son premier logo, adoptant en attendant un logo provisoire. Ce litige juridique est finalement résolu en 2018, permettant au Rotor d'arborer à nouveau son logo originel à partir de la saison 2018-2019.

1990-2009
2010-2013
2013-2016
2016-2018
Depuis 2018

## Rotor-2 Volgograd
Le Rotor Volgograd possède depuis 1992 un club-école nommé le Rotor-2 Volgograd. Celui-ci évolue au cours des années 1990 entre la troisième et la quatrième division avant de descendre dans les échelons régionaux au début des années 2000 puis de retrouver le professionnalisme en 2004. Avec la disparition de l'équipe première en 2005, le club devient de fait l'équipe première du Rotor en championnat, avant que celui-ci ne récupère sa place en 2006, amenant à la dissolution du Rotor-2.
Le club est par la suite recréé en 2015 et prend part à la quatrième division en 2016. Il effectue par la suite son retour en troisième division lors de la saison 2017-2018 après la promotion de l'équipe première en deuxième division. Lorsque celle-ci remonte dans l'élite en 2020, le Rotor-2 est dissout dans la foulée à la suite de l'intégration de la réserve du club dans le championnat des réserves. Il retrouve le troisième échelon dès l'année suivante après la descente de l'équipe première, mais la quitte à nouveau au terme de l'exercice 2021-2022 après la deuxième relégation du Rotor qui tombe lui-même en troisième division.

### Bilan par saison
| Saison    | Championnat   | Championnat  | Championnat  | Championnat  | Championnat  | Championnat  | Championnat  | Championnat  | Championnat  | Championnat  | Coupe de Russie |
| Saison    | Division      | Pos          | Pts          | J            | V            | N            | D            | BP           | BC           | Diff         | Coupe de Russie |
| --------- | ------------- | ------------ | ------------ | ------------ | ------------ | ------------ | ------------ | ------------ | ------------ | ------------ | --------------- |
| 1992      | 3e Zone 2     | 18e          | 28           | 42           | 11           | 6            | 25           | 39           | 76           | -37          | —               |
| 1993      | 3e Zone 2     | 3e           | 43           | 30           | 19           | 5            | 6            | 59           | 25           | +34          | —               |
| 1994      | 4e Zone 2     | 16e          | 17           | 32           | 5            | 7            | 20           | 34           | 62           | -28          | Deuxième tour   |
| 1995      | 4e Zone 2     | 13e          | 26           | 30           | 8            | 2            | 20           | 52           | 69           | -17          | —               |
| 1996      | 4e Zone 2     | 14e          | 28           | 32           | 7            | 7            | 18           | 37           | 71           | -44          | —               |
| 1997      | 4e Zone 2     | 9e           | 42           | 30           | 12           | 6            | 12           | 44           | 43           | +1           | —               |
| 1998      | 3e Povoljié   | 17e          | 28           | 36           | 8            | 4            | 24           | 49           | 72           | -23          | —               |
| 1999      | 3e Povoljié   | 15e          | 33           | 34           | 9            | 6            | 19           | 37           | 63           | -26          | —               |
| 2000      | 3e Povoljié   | 14e          | 35           | 34           | 10           | 5            | 19           | 61           | 74           | -13          | —               |
| 2001      | 4e Tchernozem | 11e          | 18           | 22           | 5            | 3            | 14           | 35           | 55           | -20          | —               |
| 2002      | 4e Tchernozem | 12e          | 20           | 26           | 6            | 2            | 18           | 31           | 68           | -37          | —               |
| 2003      | 4e Tchernozem | 1er          | 71           | 26           | 23           | 2            | 1            | 64           | 14           | +50          | —               |
| 2004      | 3e Sud        | 15e          | 24           | 32           | 6            | 6            | 20           | 42           | 70           | -28          | —               |
| 2005      | 3e Sud        | 3e           | 45           | 24           | 14           | 3            | 7            | 47           | 27           | +20          | Premier tour    |
| 2006-2015 | Club inactif  | Club inactif | Club inactif | Club inactif | Club inactif | Club inactif | Club inactif | Club inactif | Club inactif | Club inactif | Club inactif    |
| 2016      | 4e Tchernozem | 5e           | 30           | 20           | 9            | 3            | 8            | 44           | 31           | +13          | —               |
| 2017-2018 | 3e Centre     | 13e          | 54           | 32           | 16           | 9            | 6            | 58           | 37           | +21          | Premier tour    |
| 2018-2019 | 3e Centre     | 11e          | 30           | 26           | 9            | 3            | 14           | 30           | 47           | -17          | —               |
| 2019-2020 | 3e Centre     | 13e          | 8            | 16           | 2            | 2            | 14           | 14           | 33           | -19          | —               |
| 2020-2021 | Club inactif  | Club inactif | Club inactif | Club inactif | Club inactif | Club inactif | Club inactif | Club inactif | Club inactif | Club inactif | Club inactif    |
| 2021-2022 | 3e Groupe 1   | 15e          | 21           | 32           | 5            | 6            | 21           | 26           | 74           | -48          |                 |

Légende
- Promotion en division supérieure
- Relégation en division inférieure